# Коефіцієнт кореляції рангу Кендала
У статистиці коефіцієнт кореляції рангу Кендала, як правило, називають {\displaystyle \tau }-коефіцієнт (тау-коефіцієнт) Кендла. Він використовується у статистиці для вимірювання зв'язку між двома величинами. {\displaystyle \tau }-тест — це непараметричний тест статистичних гіпотез залежності на основі {\displaystyle \tau }-коефіцієнта.
Зокрема, він є мірою рангової кореляції, тобто подібності упорядкування даних, коли вони упорядкуванні за своєю величиною. Цей коефіцієнт названий на честь Моріса Кендала, який розробив теорію, в якій використовував цей коефіцієнт, в 1938 році, хоча Густав Фехнер запропонував аналогічну міру в контексті часових рядів ще в 1897 році.

## Означення

Усі точки в сірих прямокутниках є узгодженими, а всі точки в білих прямокутниках є неузгодженими з точкою. Загалом на графіку є точок, які утворюють можливих пар. 395 з цих пар є узгодженими, 40 пар — неузгодженими, що дає коефіцієнт кореляції рангу Кендала 0,816.

Нехай {\displaystyle (x_{1},y_{1}),(x_{2},y_{2}),\dots ,(x_{n},y_{n})} — набір спостережень спільних випадкових величин X і Y відповідно, так що всі значення (xк) і (yк) не є однаковими для будь-якого k=1..n. Будь-яка пара спостережень {\displaystyle (x_{i},y_{i})} і {\displaystyle (x_{j},y_{j})} називається узгодженою, якщо узгоджені ряди для обох елементів: тобто, якщо {\displaystyle x_{i}>x_{j}} та {\displaystyle y_{i}>y_{j}} або якщо {\displaystyle x_{i}<x_{j}} та {\displaystyle y_{i}<y_{j}} . Вони називаються неузгодженими (або дисонуючими), якщо {\displaystyle x_{i}>x_{j}} та {\displaystyle y_{i}<y_{j}} або якщо {\displaystyle x_{i}<x_{j}} та {\displaystyle y_{i}>y_{j}}. Якщо {\displaystyle x_{i}=x_{j}} або {\displaystyle y_{i}=y_{j}}, то пара не є ні узгодженою ні неузгодженою.
{\displaystyle \tau } — коефіцієнт Кендалла визначається наступним чином:
{\displaystyle \tau ={\frac {s_{1}-s_{2}}{{\frac {1}{2}}n(n-1)}}}
Де {\displaystyle s_{1}} — кількість узгоджених пар, {\displaystyle s_{2}} — кількість неузгоджених пар.
Властивості
- Знаменник — це загальна кількість пар, отже коефіцієнт знаходить в діапазоні {\displaystyle -1\leqslant \tau \leqslant 1}.
- Якщо узгодженість між двома величинами X та Y є ідеальною (тобто ранги двох величин збігаються), то коефіцієнт має значення 1.
- Якщо розбіжність між двома величинами X та Y є ідеальною (тобто вони мають обернені порядки зростання), то коефіцієнт дорівнює −1.
- Якщо X та Y незалежні, то математичне сподівання {\displaystyle \tau } дорівнює нулю.
- Використовуючи signum-функцію формулу можна записати у вигляді {\displaystyle \tau ={\frac {2}{n(n-1)}}\sum _{i<j}\operatorname {sgn}(x_{i}-x_{j})\operatorname {sgn}(y_{i}-y_{j})}.

## Перевірка гіпотези
Коефіцієнт рангу Кендала часто використовується для статистичної оцінки в перевірці статистичних гіпотез для визначення чи можуть дві змінні розглядатись як статистично залежні. Цей тест є непараметричний, так як він не залежить від будь-яких припущень про розподіл X або Y або розподіл (x, y).
При нульовій гіпотезі незалежності X і Y, вибірковий розподіл τ має очікуване значення -нуль. Точний розподіл не може бути охарактеризований з точки зору спільних розподілів, але може вираховуватись для малих вибірок; для більших вибірок, поширеним є використання наближення для нормального розподілу з математичним сподіванням рівним нулю і дисперсією випадкової величини.

## Облік зв'язків
Пара {(xi, yi), (xj, yj)}, як кажуть, зв'язані, якщо xi = xi або yi=yj; зв'язні пари не є ні узгодженими ні неузгодженими. Якщо пов'язанні пари виникають в даних, коефіцієнт може бути змінений декількома способами, щоб тримати його в діапазоні [-1, 1]:

{\displaystyle \tau }-a
Статистична величина {\displaystyle \tau }-a перевіряє міру узгодженості таблиці всіх пар (xi, yi),. Обидві змінні повинні бути порядковим.

{\displaystyle \tau }-b
Статистична величина {\displaystyle \tau }-b, на відміну від {\displaystyle \tau }-a, вносить зміни в зв'язки. Значення {\displaystyle \tau }-b знаходяться в діапазоні від −1 до +1. Нульове значення свідчить про відсутність узгодженості.
{\displaystyle \tau }-b коефіцієнт визначається таким чином:
{\displaystyle \tau _{B}={\frac {n_{c}-n_{d}}{\sqrt {(n_{0}-n_{1})(n_{0}-n_{2})}}}}
Де:
{\displaystyle {\begin{aligned}n_{0}&=n(n-1)/2\\n_{1}&=\sum _{i}t_{i}(t_{i}-1)/2\\n_{2}&=\sum _{j}u_{j}(u_{j}-1)/2\end{aligned}}}
{\displaystyle n_{c}}= кількість узгоджених пар

{\displaystyle n_{d}}= кількість неузгоджених пар

{\displaystyle t_{i}}= кількість зв'язків величин в i-тій групі зв'язків першої величини

{\displaystyle u_{j}}= зв'язків величин в j-тій групі зв'язків другої величини

{\displaystyle \tau }-c
{\displaystyle \tau }-c відрізняється від {\displaystyle \tau }-b тим, що більш підходить для прямокутних ніж для квадратних таблиць.

## Приклад
Коли дві величини є статистично незалежними, то розподіл {\displaystyle \tau } не можна легко описати виходячи з відомих розподілів. Проте, для {\displaystyle \tau _{A}} наступна величина — {\displaystyle \mathrm {Z} _{A}} — наближено розподілена у вигляді нормального розподілу, якщо зміні є статистично незалежними:
{\displaystyle z_{A}={\frac {3(n_{c}-n_{d})}{\sqrt {n(n-1)(2n+5)/2}}}}
Таким чином, щоб перевірити чи є дві змінні залежними, обчислюють {\displaystyle \mathrm {Z} _{A}} та знаходять кумулятивну ймовірність для стандартного нормального розподілу на -|{\displaystyle \mathrm {Z} _{A}}|.
{\displaystyle \mathrm {Z} _{B}} має той самий розподіл, що й {\displaystyle \tau _{B}} розподіл і приблизно дорівнює стандартному нормальному розподілу, коли величини статистично незалежні:

{\displaystyle \mathbb {Z} _{B}={\frac {n_{c}-n_{d}}{\sqrt {v}}}\,}

Де
{\displaystyle {\begin{array}{ccl}v&=&(v_{0}-v_{t}-v_{u})/18+v_{1}+v_{2}\\v_{0}&=&n(n-1)(2n+5)\\v_{t}&=&\sum _{i}t_{i}(t_{i}-1)(2t_{i}+5)\\v_{u}&=&\sum _{j}u_{j}(u_{j}-1)(2u_{j}+5)\\v_{1}&=&\sum _{i}t_{i}(t_{i}-1)\sum _{j}u_{j}(u_{j}-1)/(2n(n-1))\\v_{2}&=&\sum _{i}t_{i}(t_{i}-1)(t_{i}-2)\sum _{j}u_{j}(u_{j}-1)(u_{j}-2)/(9n(n-1)(n-2))\end{array}}}